# Pikknurme jõgi
Pikknurme jõgi är ett 34,8 km långt vattendrag i landskapet Jõgevamaa i centrala Estland. Ån är ett västligt högerbiflöde till Pedja jõgi som ingår i Emajõgis avrinningsområde.
Pikknurme jõgi har sin källa i våtmarken Tapiku soo vid byn Lahavere i Põltsamaa kommun och rinner i sydlig riktning. Ån rinner igenom Pööra i Jõgeva kommun och den namngivande byn Pikknurme. Den sammanflödar med Pedja jõgi vid byn Jüriküla som liksom källan ligger i Põltsamaa kommun.